# 上海公交20路
20路是上海市内一条无轨电车线路，于1928年9月27日由英商电车公司开通，当时的路线为自兆丰公园（现中山公园）至静安寺。目前，该线路由上海久事公交集团旗下的巴士一公司运营，运营路线为汉口路四川中路至中山公园（万航渡路）。

## 路线历史

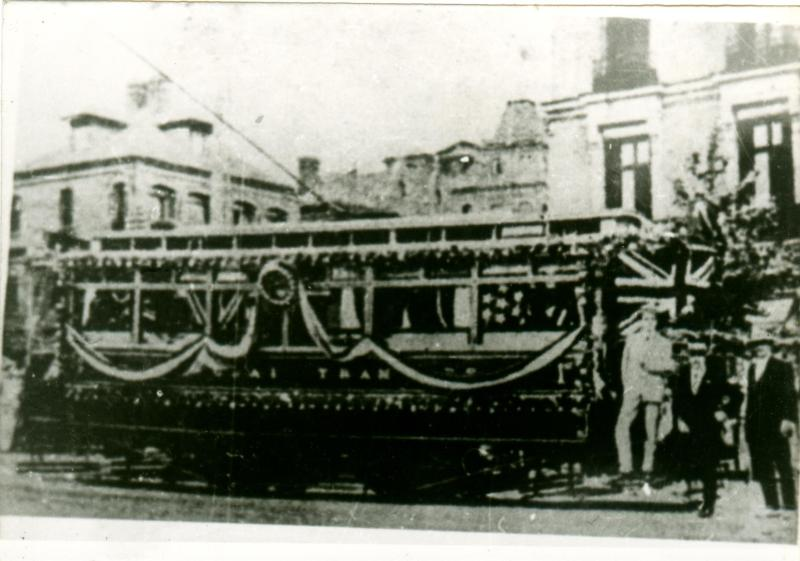
1928年的20路电车

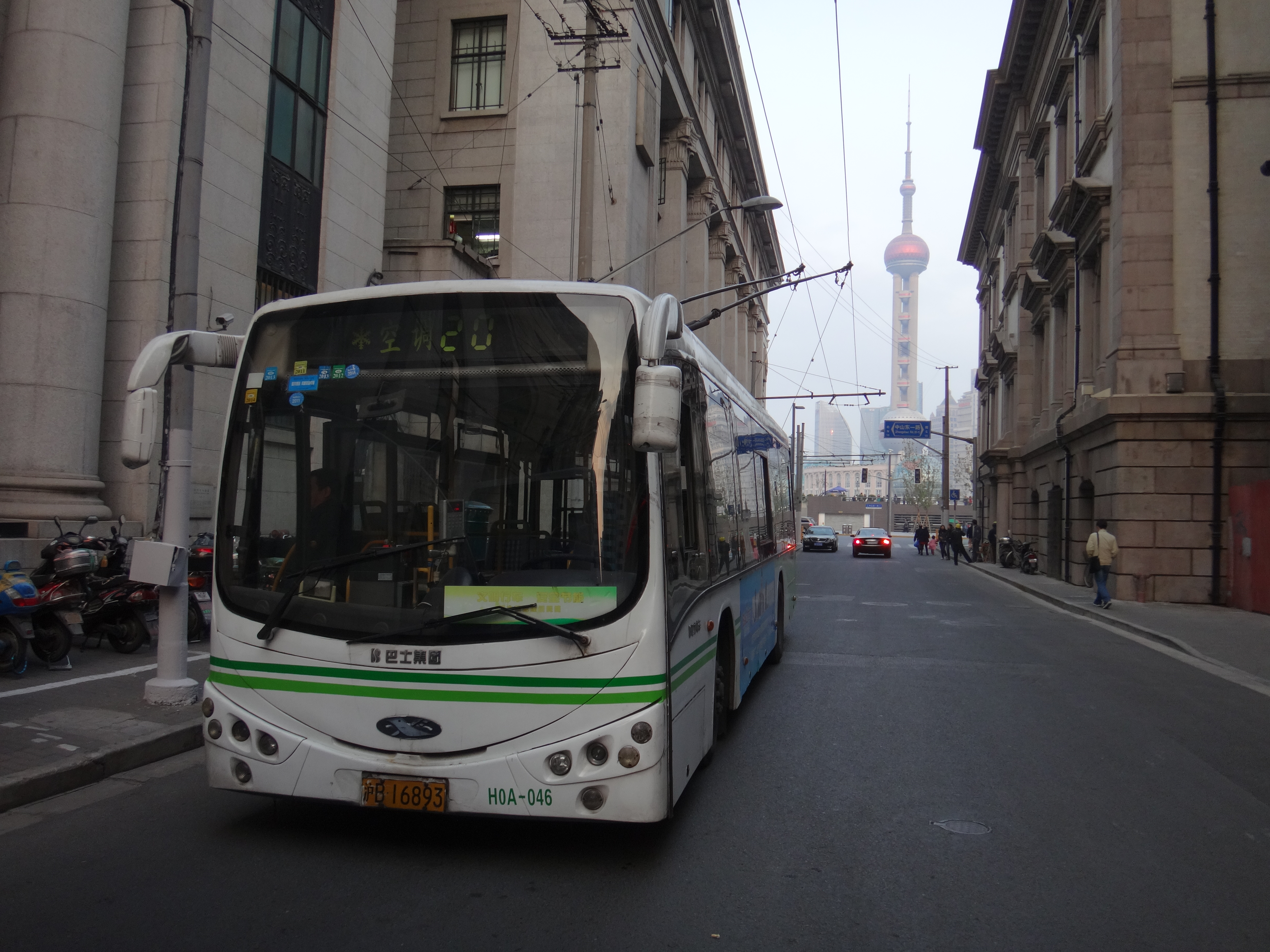
使用先飞HZGWG100K的20路，2013年

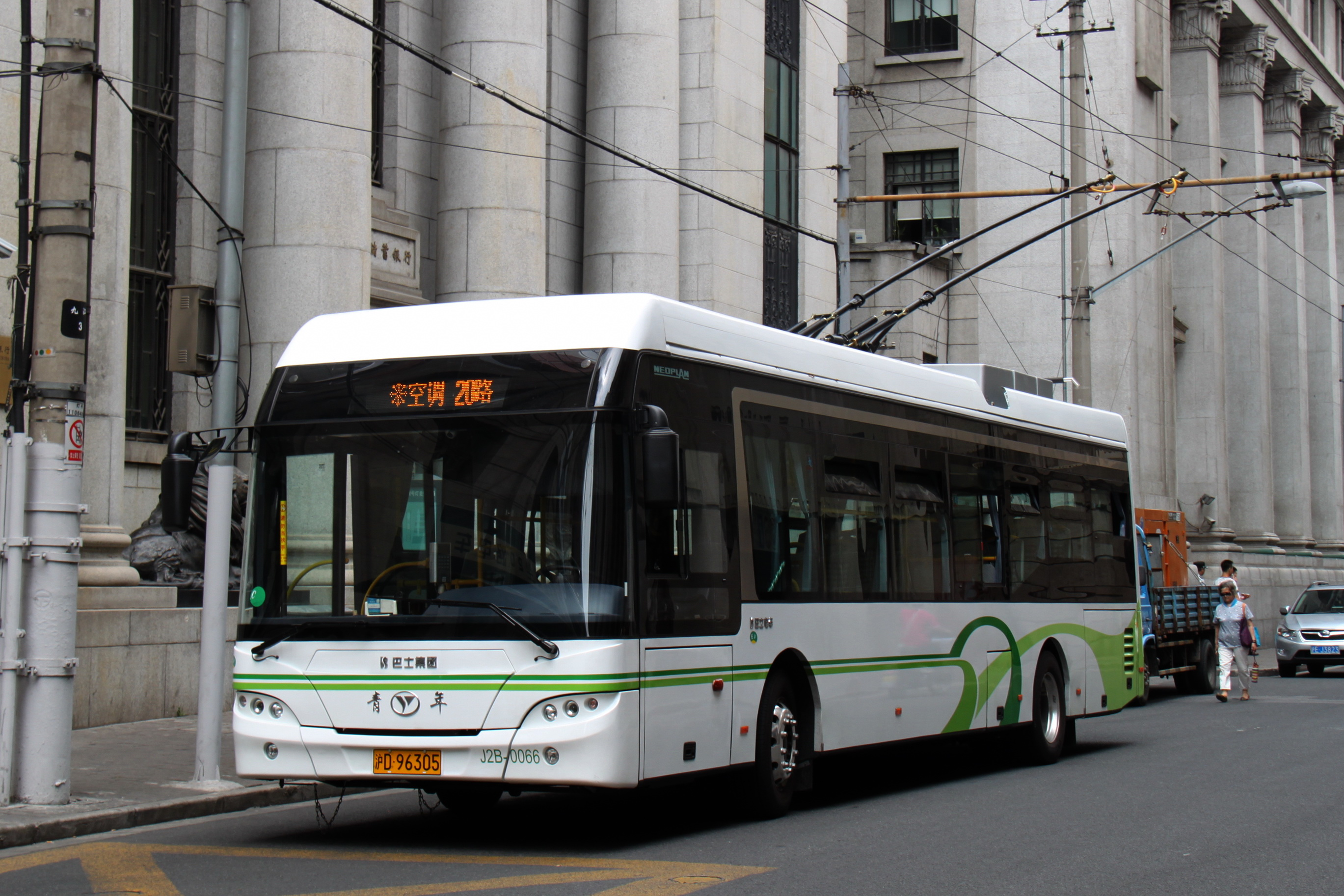
使用JNP6120BEV1的20路，2014年

1928年9月27日，英商电车公司开辟20路无轨电车，自兆丰公园（中山公园）至静安寺。该线路1939年东端延伸至外滩，当时的走向约为愚园路，乌鲁木齐路，南京路，陕西路，威海路，福州路，外滩。
1963年8月，南京东路上的有轨电车轨道被拆除后，20路公交与1路公交（1908年3月5日开通，为上海开通的第一条公交线路）合并，行驶于南京东路上。
1995年7月15日，南京东路实行“周末步行街”（西藏中路--河南中路），逢周末禁止车辆通行，故20路公交车逢周六下午至周日全天临时改走九江路。
1999年，为配合南京东路步行街改造完成，改走九江路。2005年11月，配合安西路施工，20路临时改走中山公园-长宁路-江苏路-愚园路循原线行驶。
2006年12月9日，20路电车配合河南中路拓宽工程，九江路外滩方向临时改道九江路、四川中路、南京东路；往中山公园方向直行九江路。
2016年1月9日，配合921路撤销，20路延伸至万航渡路。
2019年12月7日，因应南京东路步行街东延伸段（河南中路—中山东一路）改造施工，20路东端终点站由九江路中山东一路搬迁至汉口路四川中路。

## 上线车辆

### 历史
1928年9月27日由英商电车公司开通。1989年至1995年20路电车使用SK561GF和SK562FGP型巨龙式无轨电客车，使用颜色为青蓝色、湖蓝色、天蓝色 。1996年使用青蓝色、湖蓝色、天蓝色的SK562FGP报废，同年使用湖蓝色、天蓝色的SK561GF全部改为青蓝色，1996年SK562GP型巨龙式无轨电客车投入上线运营。1997年使用青蓝色的SK561GF将离开本线，调往其它线路，同年SK5102GP型单节式无轨电客车投入上线运营。2000年至2006年使用SK5115GP-3型单节式电客车，2号电车，作为当时的样车。2002年至2012年使用申豪牌SWB5105KGP-3前期型空调式申沃无轨电客车投入运营。分别为1-3号电车，作为当时的样车，2010年退出运营。2007年从15路调来的SWB5105KGP-3后期型空调式申沃无轨电客车投入运营，分别为348-349号电车。2009年由于28路公交线路缺车，349号电车临时调入28路全线，2012年上半年由于本线的303-319号电车退出将报废，由于缺车，当时本线给28路全线的349号电车，将返回本线投入运营，由于本线缺车数量大原部分一电公交公司调入二电公交公司的电车，全部返回到一电公交公司，加入本线运营。2013年3月15日SWB5105KGP-3后期型电车最后一天运营，包括本线的348号电车在内，3月16日SWB5105KGP-3后期型电车报废。原计划中2022年上半年，20路将有新车型接替青年电车投入运营，集电杆将从气压式迭代至液压式，但由于疫情原因，最终新车型延后至2022年9月10日上线运营，同时还更新了部分车站设施。上海市交通委此前曾推出四種車輛造型設計方案，并开展网络投票，最終確定新電車使用“上海印象”涂装。新車造型取自歷代無軌電車設備的經典元素，車身側面以雕刻畫的方式，車廂內飾選用“懷舊的時光追憶主題”，整體色調以海派藍色為主。新车同时採用360(B000)高清環視、前向制動預警和輔助、油門防誤踩、右側盲區監測、變道輔助和駕駛員監測等智能化設備。而车内安装的32寸智能竖屏除播放移动电视节目外，还开设有“建筑可阅读”板块，向乘客介绍沿线历史建筑。后续还计划加入“美味随时享”“非遗送到家”“展演连连看”等板块。

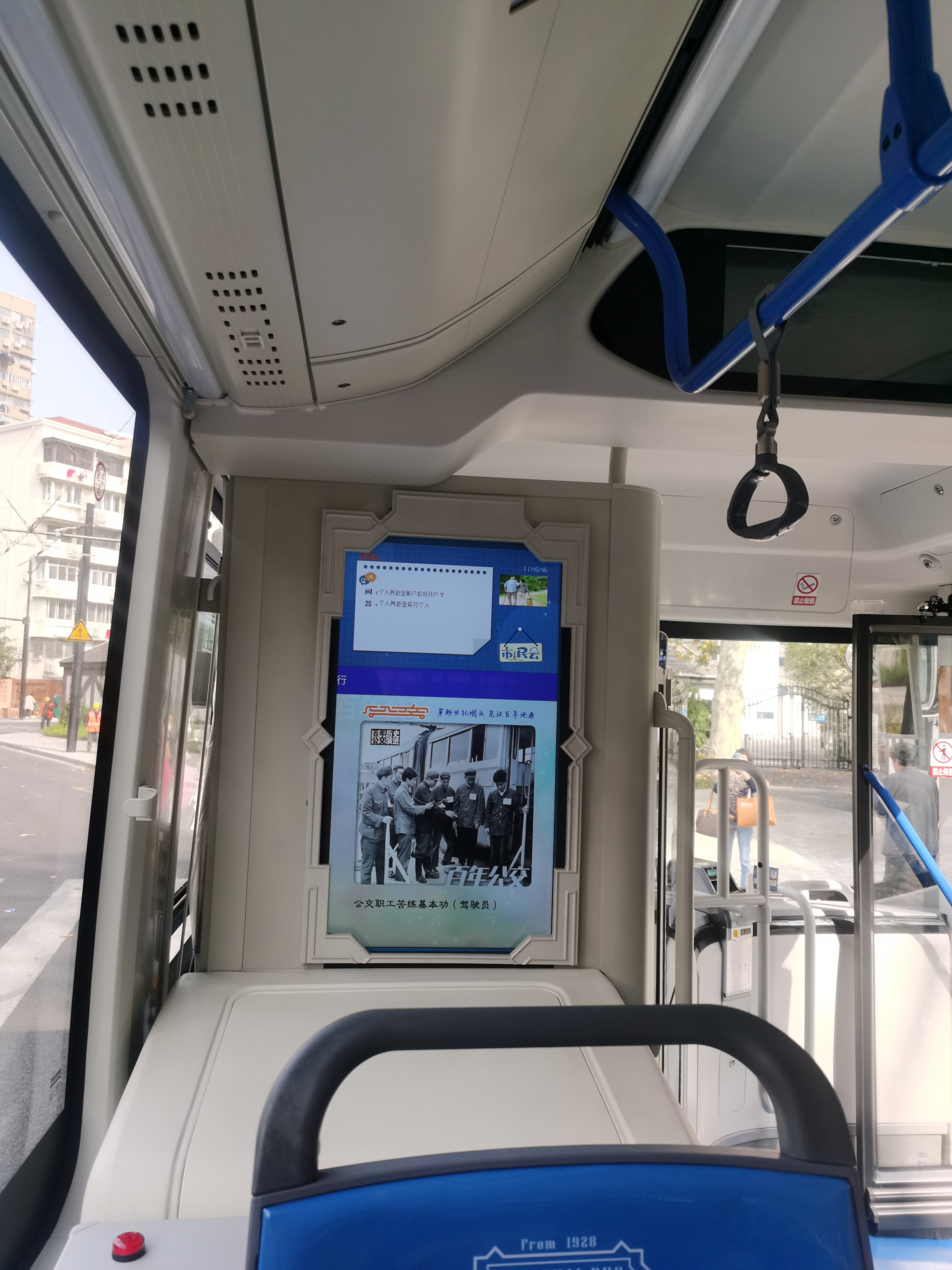
使用SWB5129BEV77G的20路内部的智能竖屏，除播放移动电视节目外亦提供沿线历史建筑资讯及上海公交历史影像
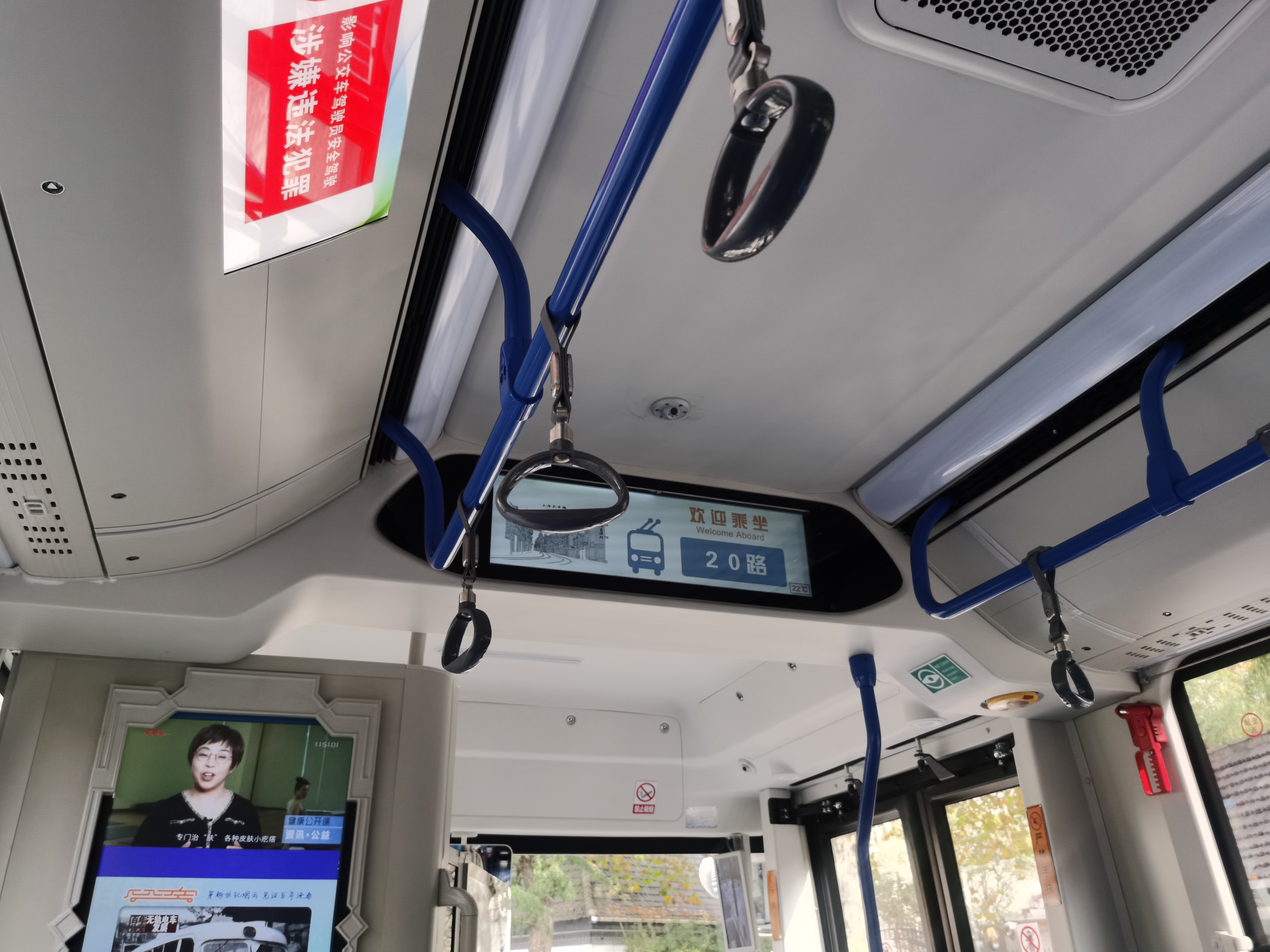
使用SWB5129BEV77G的20路内部的信息屏
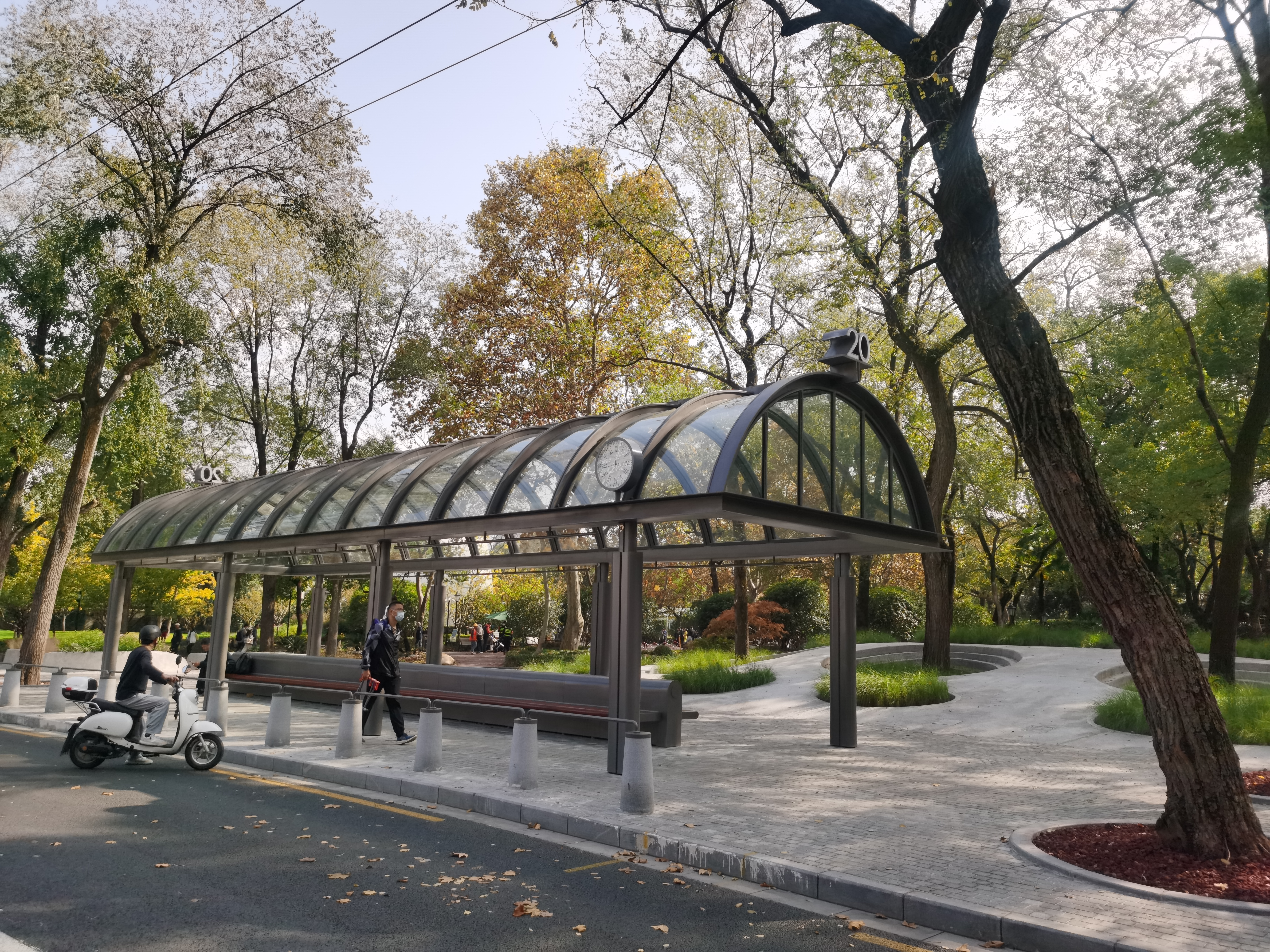
改造后的20路中山公园萬航渡路终点站站台，具有复古风格

### 线路识别色
彩色，1989年为天蓝色，1996年为蓝色，2000年改为绿色。2022年上线的新车仍然以蓝色内饰为主。

## 路线基本资料

### 线路走向
- 上行：自汉口路四川中路起经九江路、南京西路、华山路、万航渡路、北京西路、愚园路、定西路、长宁路、凯旋路至万航渡路中山公园止。
- 下行：自万航渡路起经华阳路、安西路、愚园路、乌鲁木齐北路、南京西路、九江路、四川中路、南京东路、河南路至汉口路四川中路止。

### 停站表
| 序号 | 上行（汉口路四川中路方向） | 下行（中山公园(万航渡路)方向） | 车站名称             | 同站公交换乘                                                   | 轨道交通换乘    | 周边地点、区片名 |
| ---- | -------------------------- | ------------------------------ | -------------------- | -------------------------------------------------------------- | --------------- | --- |
| 1    | ●                          | ●                              | 中山公园(万航渡路)   |                                                                | 234中山公园站   | 中山公园、华东政法大学长宁校区 |
| 2    |                            | ●                              | 凯旋路汇川路         |                                                                | 234中山公园站   | 龙之梦购物公园 |
| 3    |                            | ●                              | 中山公园(长宁路)     | 13、54、88、316、737、765、776、941                            | 234中山公园站   | 龙之梦购物中心、中山公园 |
| 4    | ●                          |                                | 华阳路长宁路         |                                                                |                 | |
| 5    |                            | ●                              | 愚园路定西路         | 88、330                                                        |                 | 长宁金融园 |
| 6    | ●                          | ●                              | 愚园路安西路         | 88、330                                                        |                 | 绿地商务大厦、长宁区人民政府 |
| 7    | ●                          | ●                              | 愚园路江苏路         | 88、330                                                        | 211江苏路站     | 长宁区妇幼保健院 |
| 8    | ●                          | ●                              | 愚园路镇宁路         | 88、138、330                                                   |                 | |
| 9    | ●                          | ●                              | 愚园路乌鲁木齐北路   | 88、138、330                                                   |                 | 上海市市西中学、市西小学 |
| 10   |                            | ●                              | 北京西路乌鲁木齐北路 | 88                                                             |                 | 市西小学、申乐大厦 |
| 11   | ●                          | ●                              | 静安寺               | 15、37、45、57、76、93、113、315、323、327、330、824、830、838 | 2714静安寺站    | 静安寺、静安公园、久光百货、会德丰国际广场、越洋广场（芮欧百货）、中国福利会少年宫、静安嘉里中心                                                               |
| 12   | ●                          | ●                              | 南京西路陕西北路     | 24、37、304、330                                               |                 | 上海展览中心、上海商城、上海恒隆广场、锦沧文华广场、上海市人民政府外事办公室、金鹰国际购物中心、梅龙镇广场                                                     |
| 13   |                            | ●                              | 南京西路石门一路     | 37、330                                                        |                 | 吴江路美食街 |
| 14   | ●                          | ●                              | 上海电视台           | 37、109、112、112区间、324、330                                | 21213南京西路站 | 上海广播电视台（广电大厦、上视大厦）、上海招商局广场、东方投资大厦、兴业太古汇、张园                                                                           |
| 15   | ●                          | ●                              | 南京西路成都北路     | 112、112区间、330                                              |                 | |
| 16   | ●                          | ●                              | 南京西路黄河路       | 37、330、454、805                                              | 128人民广场站   | 人民广场、上海市人民政府、人民公园、上海博物馆、上海大剧院、大光明电影院、国际饭店、五卅运动纪念碑、上海市历史博物馆、新世界城、第一百货商业中心、创兴金融中心 |
| 17   | ●                          |                                | 九江路浙江中路       | 37、49、167、330、805                                          | 128人民广场站   | 南京路步行街（上海世茂广场、上海永安公司大楼、上海市第一食品商店、上海时装商店、世纪广场）、人民大舞台、中福大酒店                                             |
| 18   |                            | ●                              | 九江路福建中路       |                                                                | 210南京东路站   | 南京路步行街（上海置地广场、曼克顿广场、世纪广场、悦荟广场）、上海大酒店、黄浦体育馆、申报馆、解放大厦                                                         |
| 19   |                            | ●                              | 九江路江西中路       |                                                                | 210南京东路站   | 南京路步行街（新世界大丸百货、中央商场、恒基名人商业大厦） |
| 20   | ●                          | ●                              | 汉口路四川中路       |                                                                |                 | 外滩、久事商务大厦、浙江第一商业银行、上海国际商品拍卖有限公司、福州大楼                                                                                       |

### 服务时间
- 汉口路四川中路：05:00-23:30
- 中山公园（万航渡路）：05:00-23:15

### 收费
全程单价RMB¥2，无人售票，线路实行上海公交换乘优惠。